# Дерчи
Дерчи (груз. დერჩი) — село в Грузии, в Имеретии, Цхалтубский муниципалитет, расположено в предгорьях на реке Риони. Высота над уровнем моря 600 метров.

## Достопримечательности
Средневековая церковь (предположительно XIV в.)

## Известные жители
- 13 апреля 1887 года в Дерчи родился Георгий Ахвледиани (1887—1973), в будущем известный грузинский филолог, академик АН Грузинской ССР.
- 10 ноября 1937 года в этом же селе родился Нодар Бандзеладзе, в будущем известный советский и узбекистанский скульптор и монументалист.
- Шанидзе Дито Иванович (8 февраля 1937, д. Дерчи, Грузинская ССР, СССР — 18 ноября 2010, Тбилиси, Грузия) — советский тяжелоатлет, шестикратный чемпион СССР (1969—1974), двукратный чемпион Европы (1972, 1973), чемпион мира (1973), двукратный призёр Олимпийских игр (1968, 1972). Заслуженный мастер спорта СССР (1972).